# A-League Women
A-League Women, tidigare W-League, är Australiens proffsliga i fotboll för damer. Den bildades 2008 och första säsongen var 2008/2009.
När ligan startades upp 2008 var åtta lag representerade. Ligan är en stängd proffsliga och ingen ned- och uppflyttning sker mellan säsongerna. Inför säsongen 2010/2011 tvingades Central Coast Mariners att dra sig ur ligan på grund av bristande finansiering. Inför säsongen 2012/2013 anslöt sig Western Sydney Wanderers och antalet lag i ligan återgick till åtta stycken. Säsongen 2015/2016 anslöts även Melbourne City och ligan utökades till nio lag. Till säsongen 2021/2022 bytte ligan namn från W-League till A-League Women och nyzeeländska Wellington Phoenix anslöt, vilket gör att ligan för första gången någonsin har 10 lag.
Mellan 2008 och 2021 kvalificerade sig de fyra bästa lagen för slutspel, från 2023 kvalificerar sig de sex bästa lagen för slutspel.

## Segrare
| Säsong    | Antal lag | Segrare                | Segrare                |
| Säsong    | Antal lag | Grundserien (Premiers) | Slutspelet (Champions) |
| --------- | --------- | ---------------------- | ---------------------- |
| 2008/2009 | 8         | Queensland Roar        | Queensland Roar        |
| 2009      | 8         | Sydney                 | Sydney                 |
| 2010/2011 | 7         | Sydney                 | Brisbane Roar          |
| 2011/2012 | 7         | Canberra United        | Canberra United        |
| 2012/2013 | 8         | Brisbane Roar          | Sydney                 |
| 2013/2014 | 8         | Canberra United        | Melbourne Victory      |
| 2014      | 8         | Perth Glory            | Canberra United        |
| 2015/2016 | 9         | Melbourne City         | Melbourne City         |
| 2016/2017 | 9         | Canberra United        | Melbourne City         |
| 2017/2018 | 9         | Brisbane Roar          | Melbourne City         |
| 2018/2019 | 9         | Melbourne Victory      | Sydney                 |
| 2019/2020 | 9         | Melbourne City         | Melbourne City         |
| 2020/2021 | 9         | Sydney                 | Melbourne Victory      |
| 2021/2022 | 10        | Sydney                 | Melbourne Victory      |
| 2022/2023 | 11        | Sydney                 | Sydney                 |
| 2023/2024 | 12        | Melbourne City         | Sydney                 |
| 2024/2025 | 12        |                        |                        |

## Klubbar 2023/2024
- Adelaide United
- Brisbane Roar
- Canberra United
- Central Coast Mariners
- Melbourne City
- Melbourne Victory
- Newcastle United Jets
- Perth Glory
- Sydney FC
- Wellington Phoenix
- Western Sydney Wanderers
- Western United